# Wang Li-san
Wang Li-san (chinesisch 汪立三, Pinyin Wāng Lì-sān, W.-G. Wang Li-san oder chinesisch 王立三, Pinyin Wáng Lì-sān; * 24. März 1933 in Wuhan, Provinz Hubei, Republik China; † 6. Juli 2013 in Shanghai, Volksrepublik China) war ein chinesischer Komponist.

## Leben
Wang wuchs in Qianwei in der Provinz Sichuan auf. Vor den vorrückenden japanischen Truppen im Zweiten Japanisch-Chinesischen Krieg floh seine Familie mit ihm 1937 nach Chengdu. Gefördert von seinen Eltern, beschäftigte er sich früh mit der Musik und der Malerei seines Landes, aber auch mit der Chinesischen Oper, mit Kalligrafie und taoistischer Philosophie. Zu seinen frühen Einflüssen zählten neben lokalen Formen der Volksmusik die Lieder von Chao Yuen Ren (1892–1982), Huang Zi (1904–1938), Xian Xinghai (1905–1945) und Nie Er (1912–1935). Gleichzeitig lernte er durch Plattenaufnahmen die Werke klassischer europäischer Komponisten wie Johann Sebastian Bach, Ludwig van Beethoven und Claude Debussy kennen. Darüber hinaus prägten ihn die Musikromane von Romain Rolland (Vie de Beethoven und Jean-Christophe), die in Übersetzungen von Lu Fei zugänglich waren, sowie die Schriften von Feng Zikai (1898–1975) und Wang Guangqi (1892–1936).
1948 nahm Wang an der Hochschule der Künste Hubei in Wuhan Unterricht in den Fächern Klavier und Violine bei He Huixian und Zhang Jishi. Nach einer Zwischenstation 1950 als Klavierlehrer in Tianjin wechselte er 1951 ans Konservatorium Shanghai und studierte dort Komposition bei Ding Shan-de, Sang Tong (1923–2012) und dem Russen Fjodor Grigorjewitsch Arsamanow (1925–1995), außerdem bei Chen Mingzhi (1925–2009) und Qian Renkang (1914–2013). Unter dem Hochschulleiter He Lüting wurde dort neben der chinesischen auch die westliche klassische Musik gelehrt. Wang gehörte zu einer Gruppe junger Komponisten, die sich im Gefolge von Claude Debussy und Béla Bartók, aber auch Modest Mussorgski und Sergei Prokofjew an den Grenzen der Tonalität bewegten und eine Weiterentwicklung der chinesischen Pentatonik anstrebten. Damit geriet er zunehmend in Konflikt mit der Parteidoktrin, die seinerzeit begann, westliche Einflüsse mehr und mehr zu bekämpfen. Zu Wangs ersten Kompositionen zählten die Klavierstücke Lan Hua Hua (1953) und Sonatine (1957).
Im April 1957 beleuchtete er in der Zeitschrift Volksmusik (Renmin yinyue) kritisch die Orchester-Musik von Xian Xinghai, der die von Mao Zedong geschätzte Kantate vom Gelben Fluss komponiert hatte. Anlässlich dieses Artikels wurde Wang als Rechtsabweichler gebrandmarkt, von der Universität verwiesen und 1959 in den Nordosten verbannt, um dort Zwangsarbeit auf dem Land bei der Hejiang Reclamation Bureau’s Art Troupe abzuleisten. Nach der Auflösung der Truppe 1962/63 wurde er an die Musikabteilung der Harbin Academy of Arts in Harbin, Provinz Heilongjiang, versetzt und konnte dort als Lehrer arbeiten. Während der Kulturrevolution ab 1966 wurde er erneut mit Sanktionen bedacht. Er musste seinen Lehrberuf wieder aufgeben und konnte ihn erst wieder 1972 aufnehmen. 1979 wurde er an der Harbin Academy of Arts zum Gastprofessor, 1986 zum Professor ernannt. Bis 1996 war er gleichzeitig Leiter des Instituts, eine Zeit, in der er vorrangig als Pädagoge, Hochschullehrer und Wissenschaftler wirkte und kaum noch zum Komponieren kam. Als Vertreter der chinesischen Musik wurde er auch zu internationalen Austauschtreffen 1987 nach Stuttgart, 1988 nach New York und 1990 nach Hongkong entsandt. 2002 ging er in den Ruhestand und kehrte nach Shanghai zurück. Trotz eines Schlaganfalls 2003 komponierte er noch bis ins Jahr 2007. Er verstarb im Juli 2013.

## Schaffen
Wang hinterließ zwar auch einzelne Orchester- und Vokalwerke, doch schwerpunktmäßig schrieb er Werke für Klavier. In seinen Stücken bezog er sich häufig auf Volkslieder, -tänze und lokale Theater- und Operntraditionen, die er aber mit modernen westlichen Kompositionstechniken verarbeitete. Eines der frühesten erhaltenen Werke ist A Miniature – Impression of a Dulcimer, entstanden 1950/51, noch sehr stark von pentatonischen Strukturen geprägt und inspiriert vom Klang der Sichuan-Dulcimer. 1953 schrieb er Lan Hua Hua – The Beautiful Girl, ein Stück, das auf einem Volkslied basiert und als dramatische Erzählung angelegt ist. In seiner schon deutlich erweiterten Harmonik fand es auch in Europa Verbreitung und galt als Pionierwerk in der Entwicklung der chinesischen Klaviermusik. Die 1957 entstandene Sonatine, die er erst 1981 veröffentlichen konnte, und das noch vor 1959 komponierte Poem zeigten, wie weit sich Wang von der parteikonformen Musiknorm entfernt hatte. In der Verbannungszeit entstanden nur wenige, angepasstere Werke wie We Are Walking Along the Broad Road (1964). 1977 schrieb er Ballade – Song of the Guerrilla, eine Hommage an seinen Lehrer He Lüting, und Brother and Sister Cultivate the Wild Land, beides Werke, in denen er  Polytonalität und Clustertechnik einsetzte. Angeregt durch eine Ausstellung des japanischen Malers Kaii Higashiyama, komponierte Wang 1978 die Suite Impressions of Paintings.
Einen Entwicklungssprung markierten dann die 1980 entstandenen Two Fantasies nach Gedichten von Li He, einem Poeten aus der Zeit der Tang-Dynastie. Vor allem das erste Stück, A Dream of Heaven, inspiriert von einer Mondnachtstimmung, wurde als die erste, in China veröffentlichte Zwölfton-Komposition bezeichnet. In den folgenden Jahren schrieb Wang nur wenige Werke wie Paintings by the Little Brother (1999). 2003 bis 2007 entstand, beeinflusst durch den Text The Prophet von Khalil Gibran, eine gleichnamige Suite. 2007 legte er nach mehreren Anläufen die letzte Fassung einer Fantasy-Sonata namens Black Soil vor, die dem Gedenken an Errenzhuan gewidmet ist, einer volkstümlichen Gesangs- und Vortragsform aus der nordöstlichen Provinz Heilongjiang. In dieser fast 15-minütigen Komposition verarbeitete Wang seine Verbannungszeit 1959 bis 1963. Sein vermutlich letztes Klavierwerk war die 2007 fertiggestellte Suite Capriccio of Animals.